# 奥伯豪森
奥伯豪森（德語：Oberhausen，發音：[ˈoːbɐhaʊzn̩] ⓘ）是德国北莱茵-威斯特法伦州杜塞尔多夫行政区的非县辖城市，位于鲁尔工业区西部，面积77.09平方千米，2023年12月31日人口为211,099人。

## 友好城市
奥伯豪森与以下城市结为友好城市：
- 英格兰 米德爾斯堡（1974年）
- 乌克兰 扎波罗热（1986年）
- 德国 弗赖塔尔（1990年）
- 義大利 卡尔博尼亚（2002年）
- 義大利 伊格莱西亚斯（2002年）
- 土耳其 梅爾辛（2004年）
- 波蘭 蒂黑（2020年）